# Massaranduba
Massaranduba – miasto i gmina w Brazylii, w stanie Santa Catarina. Znajduje się w mezoregionie Norte Catarinense i mikroregionie JoinvilleItajaí.

## Współpraca
- Canale d’Agordo, Włochy
- Vallada Agordina, Włochy
- San Tomaso Agordino, Włochy
- Cencenighe Agordino, Włochy
- Falcade, Włochy